# الفارابي (فرقة)
فِرقة الفارابي هي فرقة موسيقية عَربية تَدمج في عَزفِها بينَ أنواع الموسيقى المُختلفة مع كلمات للأغاني تمزج بين الأَمثال والقصائد العَربية القديمة، حيثُ تعمل الفِرقة على استِلهام روح الشعر العربي الأصيل لِتقدمها بِأُسلوب مُعاصر حَديث. وَصف البَعض الفِرقة على أنها فِرقة تَدمج بين الموسيقى التجريبية الغَنية بالتَفاصيل مَع القصائد العربية ذات الأسلوب التُراثي.

## سبب التسمية
سُميت الفرقة بهذا الاسم نسبةً إلى العالم والفيلسوف والطبيب أبو نصر محمد الفارابي الذي بالرَغم من كَثرة انشغالاته استطاع أن يُؤلف ثلاث كُتب عن المُوسيقى، وَكان من أشهر مؤلفاته كتاب الموسيقى الكبير الذي يُعتبر أول كِتاب باللغة العربية يتناول موضوع الموسيقى.
ذَكر مُدير الفرقة ثامر فرحان في حديث له مَع العربية.نت بِأنَّ الفارابي اخترع بعض الآلات الموسيقية، كما أنَّ أُسلوب موسيقاه تتشابه مع أسلوب الفِرقة، إذ أنه دمجَ بين الموسيقى العربية واليونانية واللاتينية.

## النَشأة والتأسيس
في عام 2008 بَدأ ضياء عزوني وَزميله مُثنى عنبر بِعزف الموسيقى على الإنترنت، وفي ذلك الوَقت كانَ مُثنى يَدرس في نيو أوريلنز وَكان ضياء يتواجد في مدينة ليفربول، وَبعد التَخرج عاد كِلاهُما إلى مدينة جدة وقاما بتأسيس استوديو خاص بِهما، حيثُ سجلوا فيه أول أغانيهم بالعَربية، وبعدَ أن لاقت هذه الأغاني رواجاً واستحساناً قاما بتسجيل المزيد من الأغاني بنفس الأسلوب. في 27 أغسطس 2011 قرر ضَياء وَمُثنى إنشاء الفِرقة.
تم اختيار أعضاء الفِرقة بِعناية لما يَملكونه من إمكانيات وخبرات مُوسيقية، حيثُ يَعتبر البَعض أنَّ سَبب نَجاح الفِرقة هوَ التنوع الحاصل بينَ أعضاءها، حيثُ أن أغلبهم جاءوا من خلفيات موسيقية مُختلفة، فمنهم من كانَ مُهتماً بالموسيقى الشرقية وبعضهم الخليجية والبعض الآخر كانَ مُهتماً بالموسيقى الغَربية، ثُم تم اختيار ثامر فَرحان كمدير للفرقة.
أنتجت الفِرقة العديد من الأغاني، وَتُعتبر أُغنية «قِصة ملك» أول أُغنية رسمية للفريق، وفي عام 2013 أصدرت الفِرقة ألبوماً يتضمن 5 أغاني تَمن مُثنى وَمشاعِر، وفي عام 2014 بدأت الفِرقة بإنتاج أغاني تَضم طلال ناصر وعزام جامبو، وكانت الفِرقة تُركز على العَزف على الآلات الموسيقية والقيام بالحفلات المُباشرة.

## الجوائز
في عام 2013، حَصلت فرقة الفارابي على جائِزة الموسيقى المُستقلة (Independent Music Award) عَن موسيقى العالم التي تُقدمها‏.

## أرابز غوت تالنت
في 18 ديسمبر 2014 خاضت فِرقة الفارابي تَجربة في برنامج أرابز غوت تالنت (للعرب مواهب)، وَلكن تَكللت هذه التَجربة بالفَشل حيثُ تم رَفض الفِرقة في تجارب الأداء بِإجماع من لَجنة الحُكام (مع غياب نجوى كرم).